# ディレ圏
ディレ圏（ディレけん、フランス語：Cercle de Diré）は、マリ共和国の地方行政区画でトンブクトゥ州を構成する圏のひとつ。行政の中心地はディレにおかれる。下級単位のコミューンは13団体あり、2009年の統計で人口は111,324人を数える。

## コミューン
ディレ圏には以下のコミューンがある。
- アラム (マリ共和国)（fr:Arham）
- ビンガ (マリ共和国)（fr:Binga (Diré)）
- ブーレム・シディ・アマル（fr:Bourem Sidi Amar）
- ダンガ（fr:Dangha）
- ディレ（fr:Diré）
- ガルバコリア（fr:Garbakoïra）
- アイボンゴ（fr:Haïbongo）
- キルシャンバ（fr:Kirchamba）
- コンディ（fr:Kondi）
- サレヤムー（fr:Sareyamou）
- ティエンクー（fr:Tienkour）
- タンディルマ（fr:Tindirma）
- タングーレギーフ（fr:Tinguereguif）